# سی‌جی سی‌جی‌وی
سی‌جِی سی‌جی‌وی (انگلیسی: CJ CGV) یک گروه سینمایی در کشور کره جنوبی است.
این شرکت که در سال ۱۹۹۶ تأسیس شده در کشورهای دیگر همچون چین، اندونزی، میانمار، ترکیه، ویتنام و ایالات متحده آمریکا دارای سینما می‌باشد. سی‌جی سی‌جی‌وی با در اختیار داشتن ۳۴۱۲ سالن در ۴۵۵ مجموعه سینمایی (۱۱۱۱ سالن در مجموعه در کره جنوبی) در هفت کشور پنجمین گروه سینمایی زنجیره‌ای بزرگ دنیا محسوب میشود.

## نگارخانه

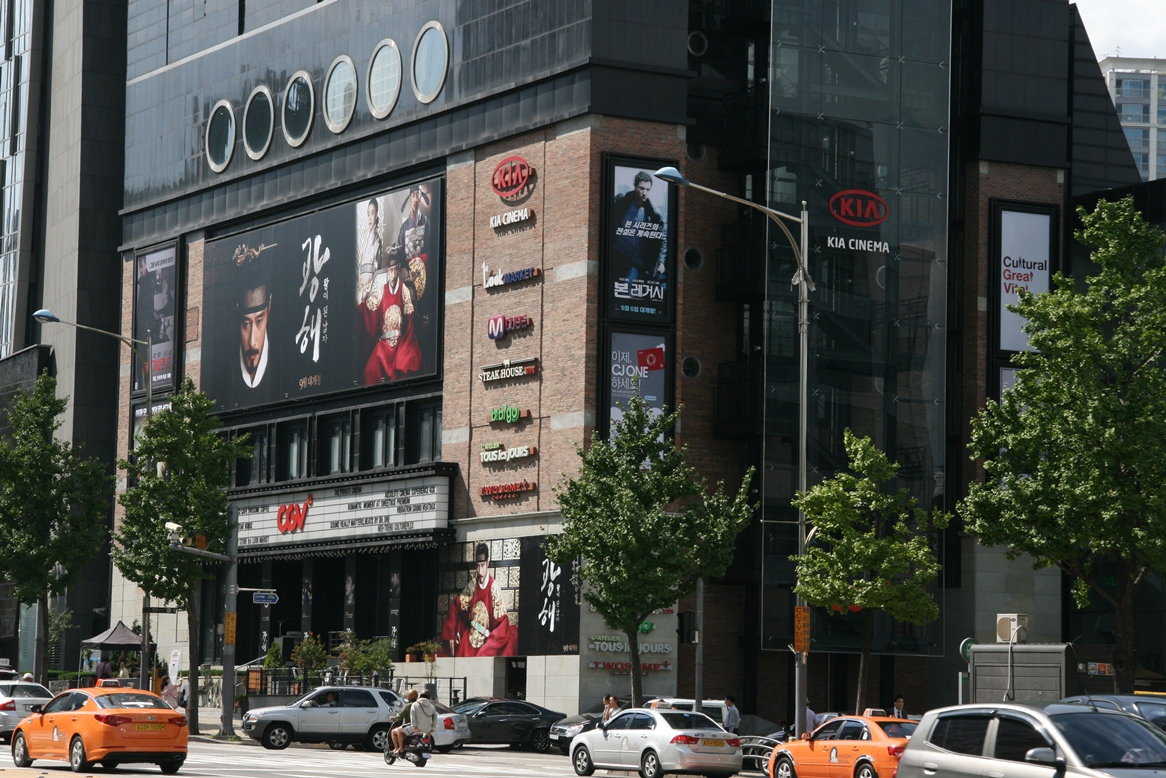
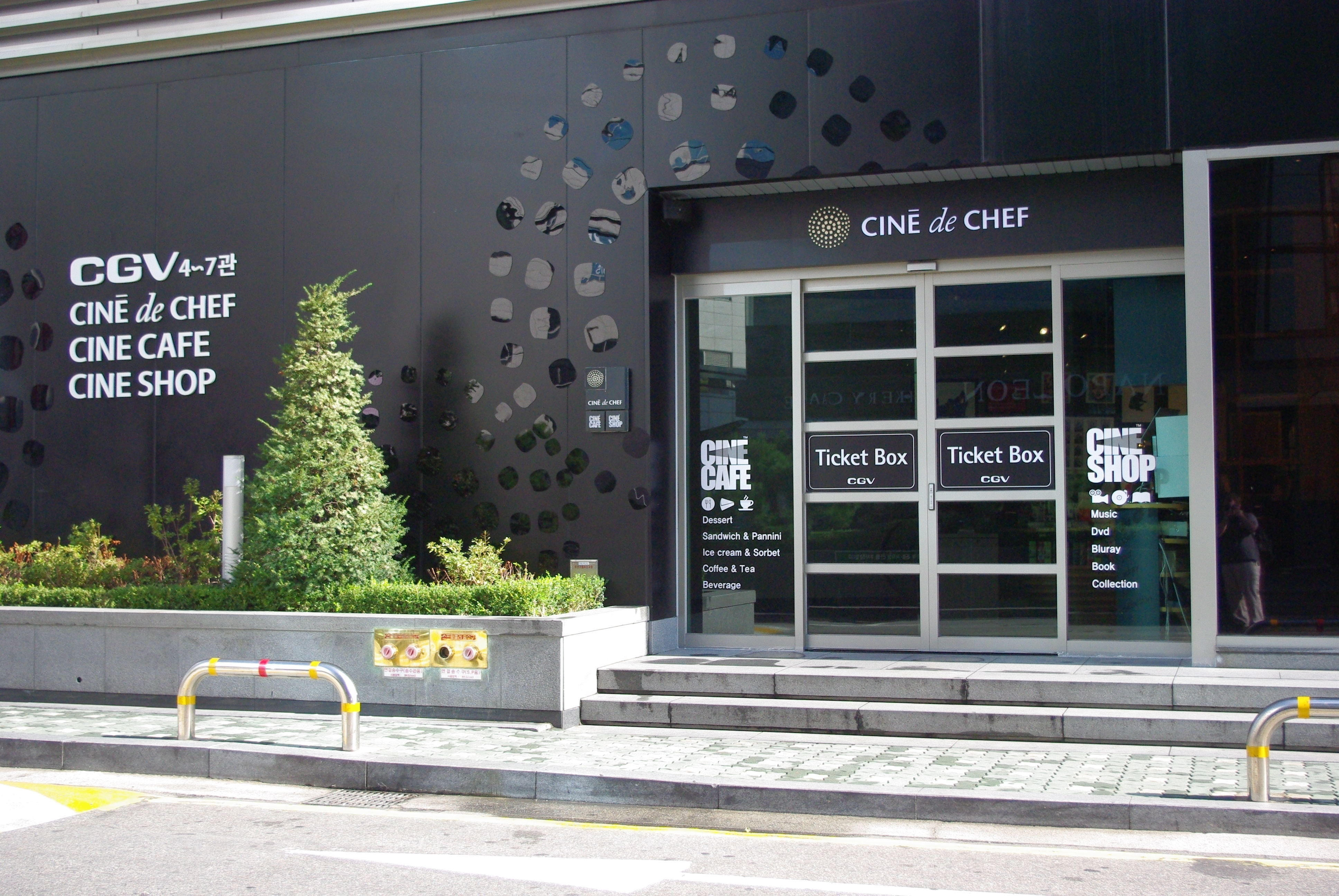
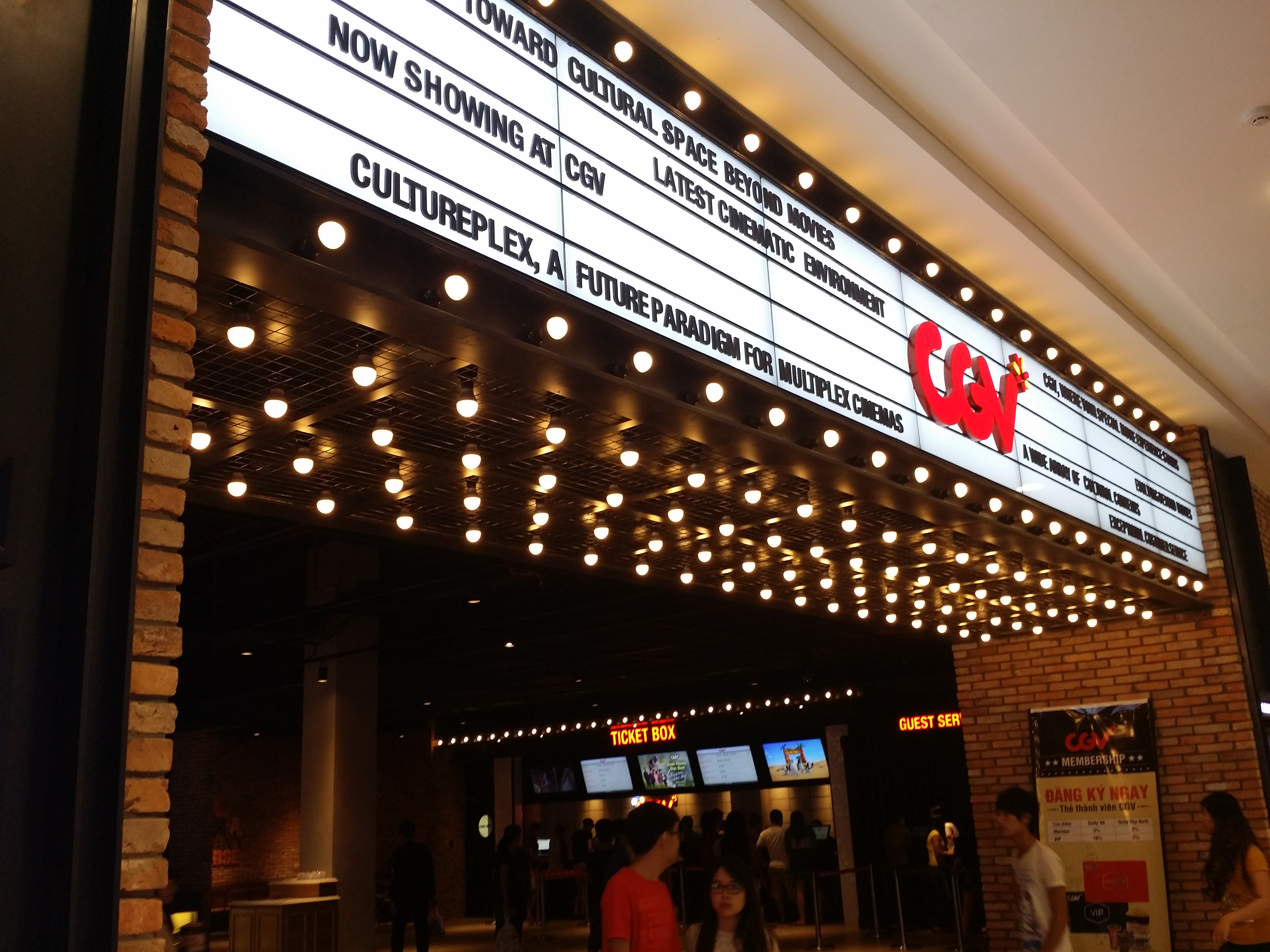
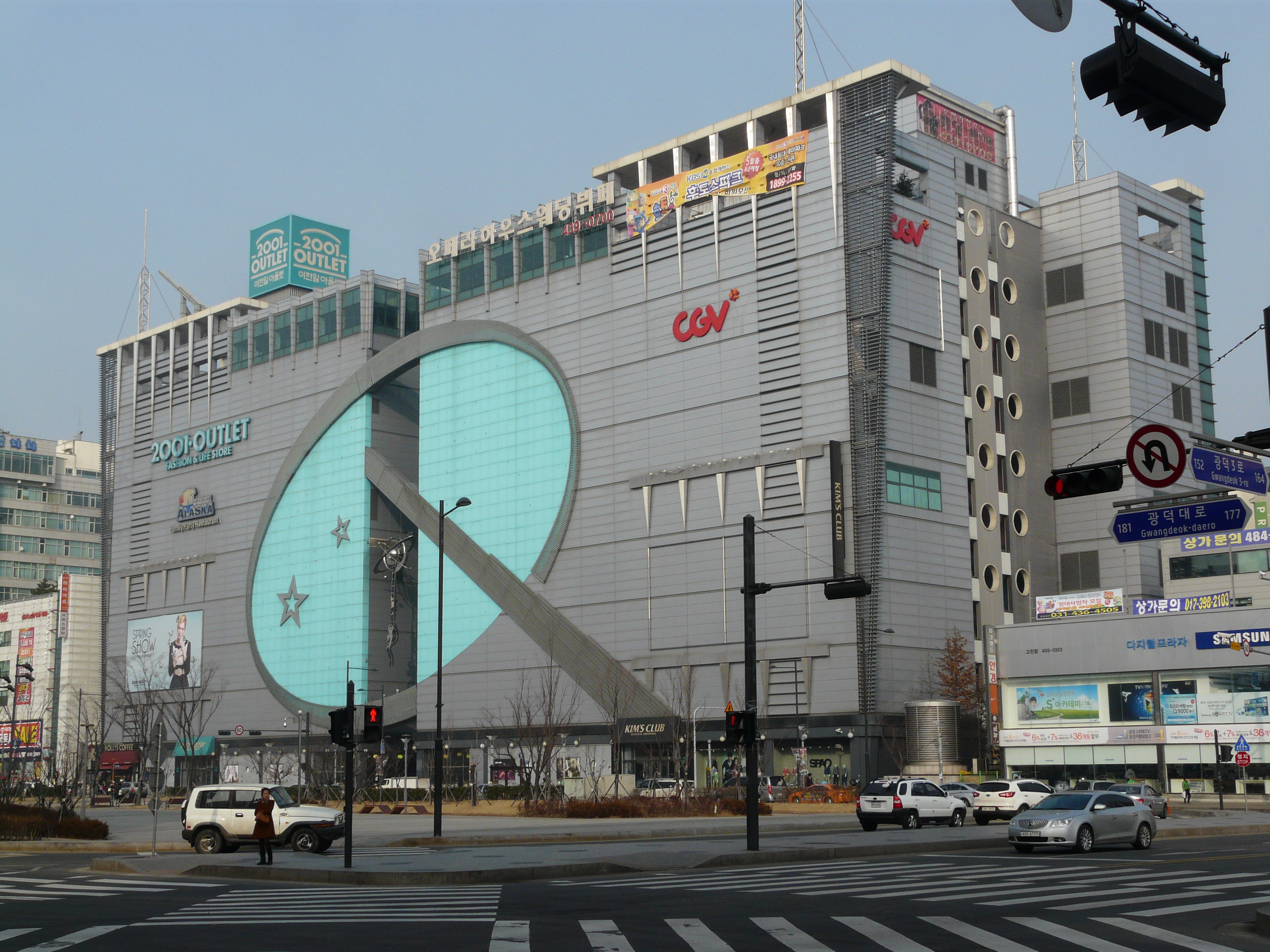
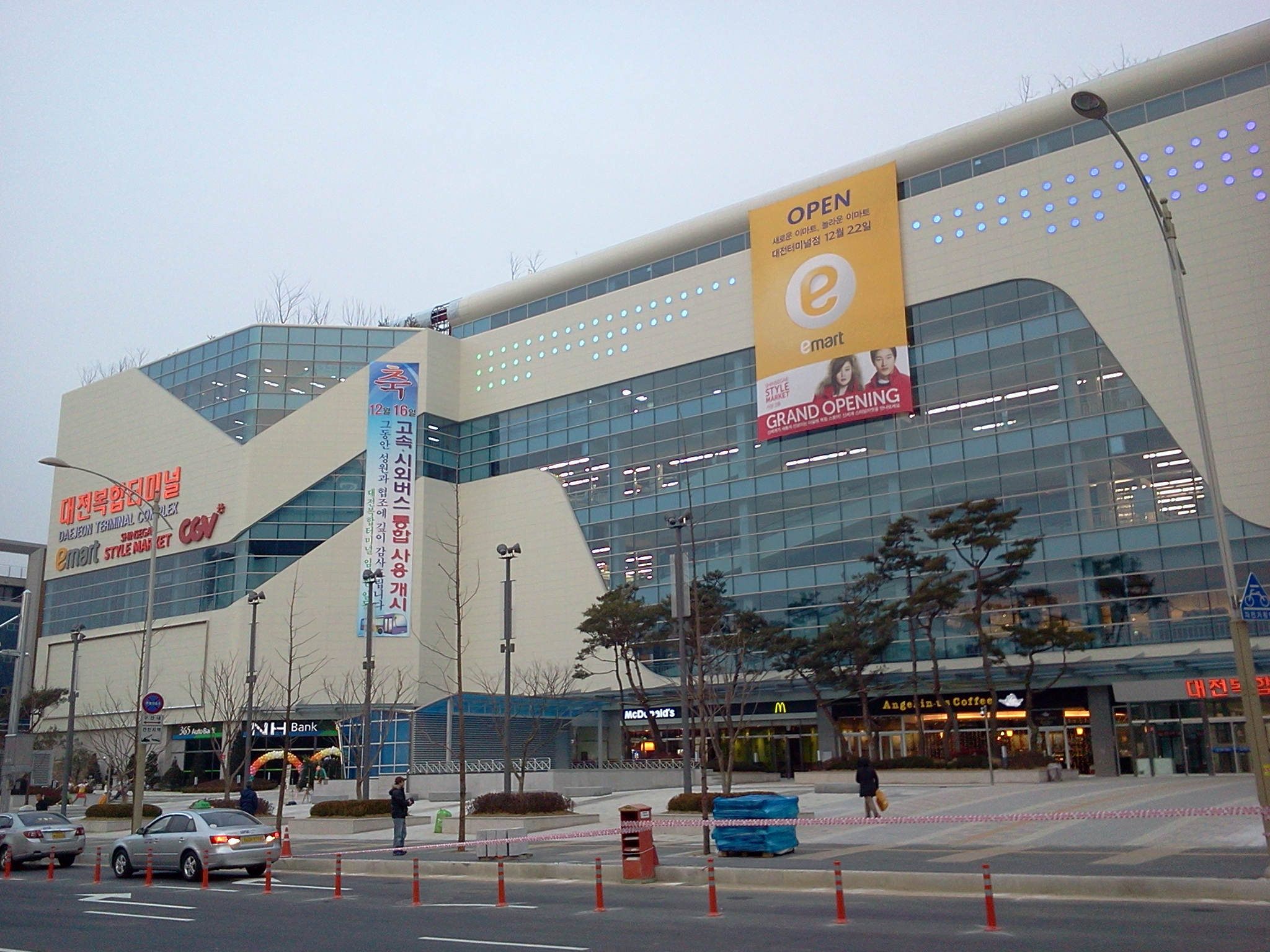